# Военная информационная служба

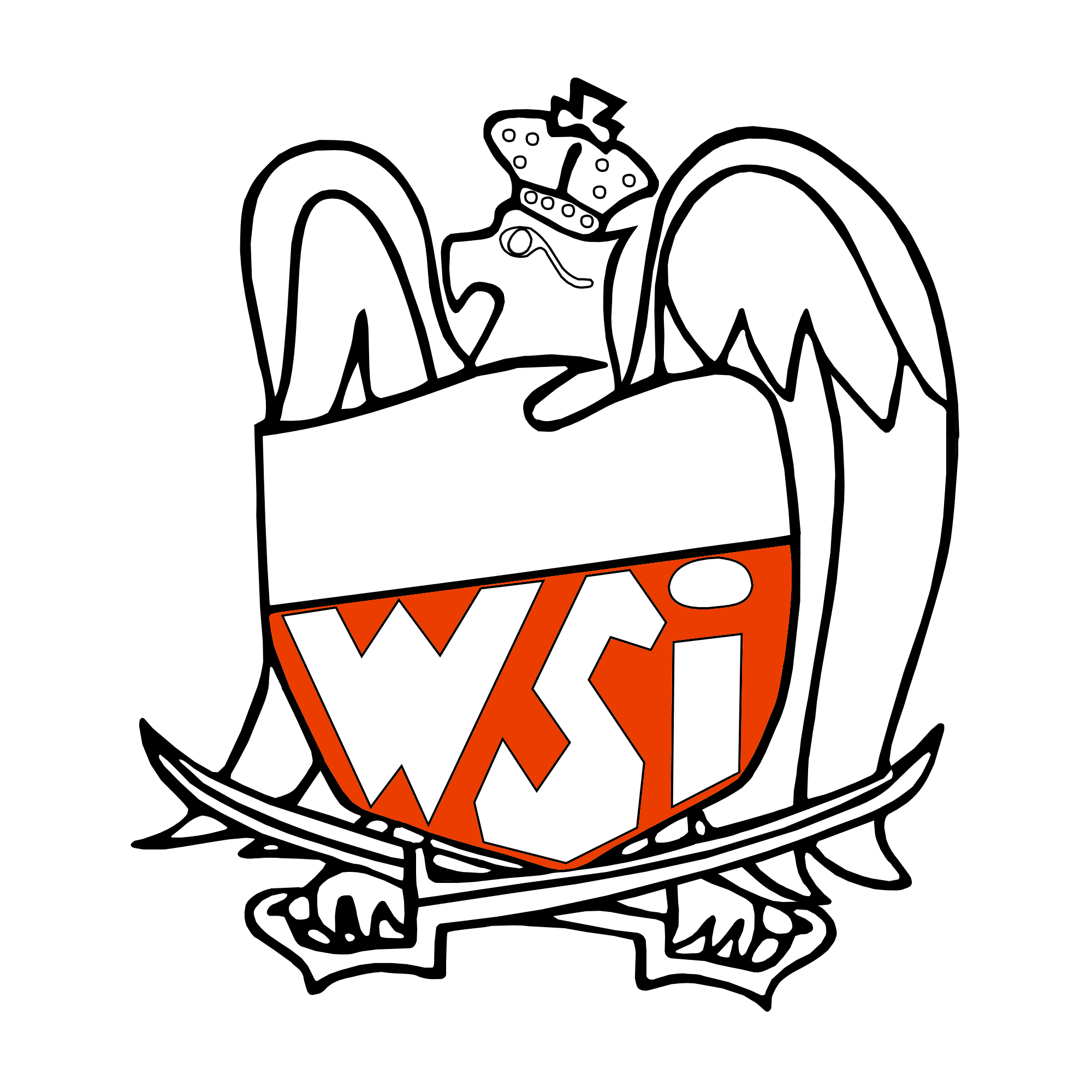
Эмблема WSI

Военная информационная служба (пол. Wojskowe Slużby Informacyjne, WSI) — главный орган военной разведки и военной контрразведки Польши, существовавший в 1991—2006. Была создана в 1990 на базе существовавших до того в Войске Польском Службы внутренней военной безопасности (Wojskowa Służba Wewnętrzna (1957—1990) и 2-го Директората Генерального Штаба Войска Польского и первоначально называлась «2-й Директорат разведки и контрразведки» (пол. Zarząd II Wywiadu i Kontrwywiadu), в 1991 была переименована в Wojskowe Slużby Informacyjne. Решением сейма Польши 30 сентября 2006 разделена на две спецслужбы — Службу военной разведки (пол. Służba Wywiadu Wojskowego) и Службу военной контрразведки (пол. Sluzba Kontrwywiadu Wojskowego)..

## Функции
На Военную информационную службу возлагались следующие задачи:
- выявление и диагностика факторов, влияющих на оборону, независимость, территориальную целостность и неприкосновенность границ Республики Польша и безопасность польских вооруженных сил;
- сбор информации для Войска Польского, необходимой для планирования обороны, деятельности военной разведки и обеспечения их безопасности;
- предотвращение и раскрытие преступлений против мира, человечности и военных преступлений, преступлений против Польши (шпионаж);
- подготовка обзоров для высших органов государственной власти;
- защита секретной информации, касающейся вопросов обороны и национальной безопасности.

## Организационная структура
В соответствии с законом 2003 была утверждена новая организационная структура WSI:
- Управление разведки
- Управление контрразведки
- Особый отдел военной контрразведки
- Информационно-аналитический отдел
- Управление военного атташе
- Управление защите секретной информации
- Управление кадров
- Управление собственной безопасности
- Военный учебный центр.

Наряду с главным управлением WSI, в регионах действовала система филиалов WSI (экспозитур) и инспекций.

## Руководители WSI
- 30 сентября 1991 — февраль 1992: контр-адмирал Чеслав Варжняк;
- 2 апреля 1992 — 1 июля 1992: бригадный генерал Мариан Соболевский;
- 1 июля 1992 — 23 февраля 1994: бригадный генерал Болеслав Изидорчик;
- 23 февраля 1994 — 26 марта 1996: бригадный генерал Константин Малещик;
- 26 марта 1996 — 21 декабря 1997: контр-адмирал Казимеж Гловацки;
- 21 декабря 1997 — 25 октября 2001: бригадный генерал Тадеуш Русак;
- 6 ноября 2001 — 4 ноября 2004: бригадный генерал Марек Дукачевски;
- 5 ноября 2004 — 6 декабря 2004: бригадный генерал Януш Боярский (и. о.);
- 6 декабря 2004 — 14 декабря 2005: бригадный генерал Марек Дукачевски;
- 14 декабря 2005 — 1 января 2006: бригадный генерал Януш Боярский;
- 1 января 2006 — 30 сентября 2006: бригадный генерал Ян Жуковский.